# Hamburg-Moorfleet
Moorfleet ist ein Hamburger Stadtteil im Bezirk Bergedorf.

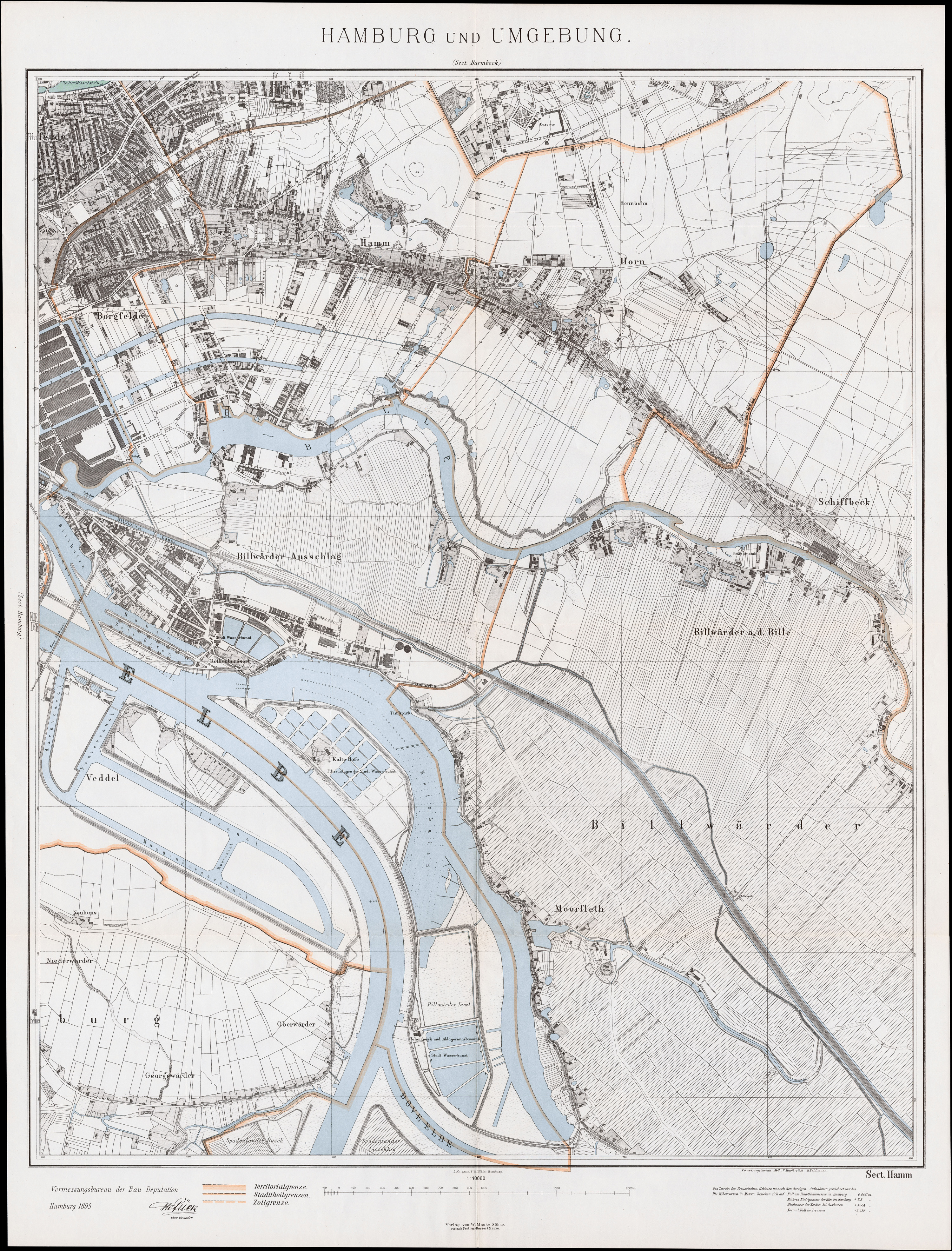
Moorfleet (rechts unten) um 1895

## Geografie
Moorfleet ist Teil der Marschlande und liegt unmittelbar an der Dove Elbe, einem Seitenarm der Elbe. Der Stadtteil befindet sich im feuchten Marschgebiet und ist dünn besiedelt. Moorfleet bildet den Übergang der ländlichen Vier- und Marschlande zu den Industrie- und Gewerbegebieten der östlichen Ausläufer des Hamburger Hafens. Insofern prägen das Bild des Stadtteils einerseits Gartenbau und Landwirtschaft, andererseits auch Gewerbegebiete sowie die Autobahnen 1 und 25, die den Stadtteil zerschneiden.

## Geschichte
Das Gebiet hieß laut einer Bischofsurkunde von 1162 zunächst Thom Urenfleth. Die Bezeichnung leitete sich von einem heute nicht mehr vorhandenen Seitenarm der Elbe ab. Ur hat darin die Bedeutung von „Feuchtigkeit“, Fleet bezeichnet ebendiesen Wasserlauf. 1623 wurde der Bereich auf einer Vermessungszeichnung Morenvliet genannt. Bis ins 20. Jahrhundert hinein war der Name des Ortes Moorfleth, bevor sich seine heutige Schreibweise etabliert hat.

Moorfleet ist zwar Teil der feuchten Marschgegend, es befindet sich jedoch – anders als sein Name es vermuten lässt – eben nicht in einem Moorgebiet.
Das Gebiet ist seit etwa Ende des 12. Jahrhunderts besiedelt und gehörte lange zum alten Billwärder, dem heutigen Billwerder. 1331 wurde Moorfleet als Kirchort in der Glockenurkunde genannt, als Kirchenglocken an den Knappen Johann Grube verkauft wurden, der dafür die durch Sturmflut beschädigten Deiche ausbessern sollte. 1395 kaufte die Stadt Hamburg zur Sicherung des Handels durch die Elbschifffahrt dem Grafen Otto I. von Schauenburg für 2500 Mark mehrere Dörfer ab, so auch das Gebiet Moorfleets. Es gelangte zur Landherrenschaft Bill- und Ochsenwerder. Die Bauern der Gegend bauten zunächst Hopfen und Gerste für die Hamburger Bierbrauereien an. Erst nach dem Dreißigjährigen Krieg von 1618 bis 1648, unter dem die Moorfleeter erheblich zu leiden hatten, stellten sie von Getreide- auf Gemüseanbau um und erholten sich wirtschaftlich allmählich. Zwischen 1741 und 1771 kam es in Moorfleet mehrfach zu schweren Überschwemmungen durch Sturmfluten.
In der so genannten Franzosenzeit 1813 wurde das besetzte Moorfleet geplündert und zur Schaffung eines freien Schussfeldes großenteils abgebrannt. 1830 entstand die Landherrenschaft der Marschlande, in die Moorfleet überging. Ab Mitte des 19. Jahrhunderts begann sich im nordöstlichen Moorfleet ein riesiges Gewerbegebiet zu entwickeln, das ab 1913 zum eigenen Hamburger Stadtteil Billbrook wurde. Der nordwestliche Teil hingegen entwickelte sich zeitgleich zu einem dicht bevölkerten Gebiet. Die Trennung von Moorfleet erfolgte 1894, das damals dicht besiedelte Gebiet bildet nun den heutigen Stadtteil Rothenburgsort.
Im Oktober 1944 wurde auch Moorfleet von alliierten Fliegern bombardiert. Viele Häuser wurden zerstört. Ab 1948 begann der Bau der Bille-Siedlung. 1962 blieb Moorfleet nicht von der Flutkatastrophe verschont, es gab Todesopfer zu beklagen. 1975 bis 1981 entstanden die Autobahn 25 und das Autobahndreieck Hamburg-Südost.

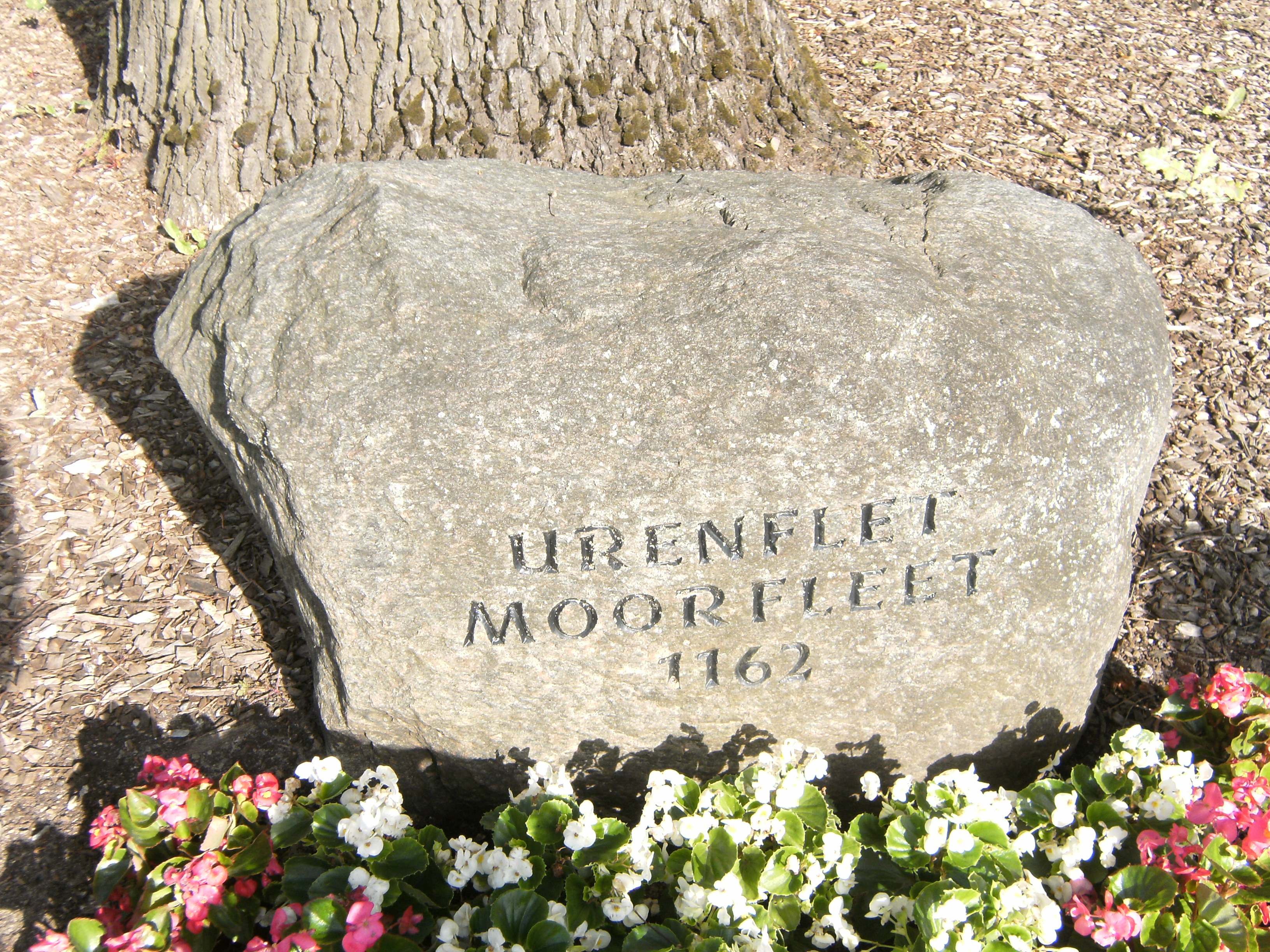
Moorfleeter Kirchenweg, Gedenkstein: Gründung von Hamburg-Moorfleet
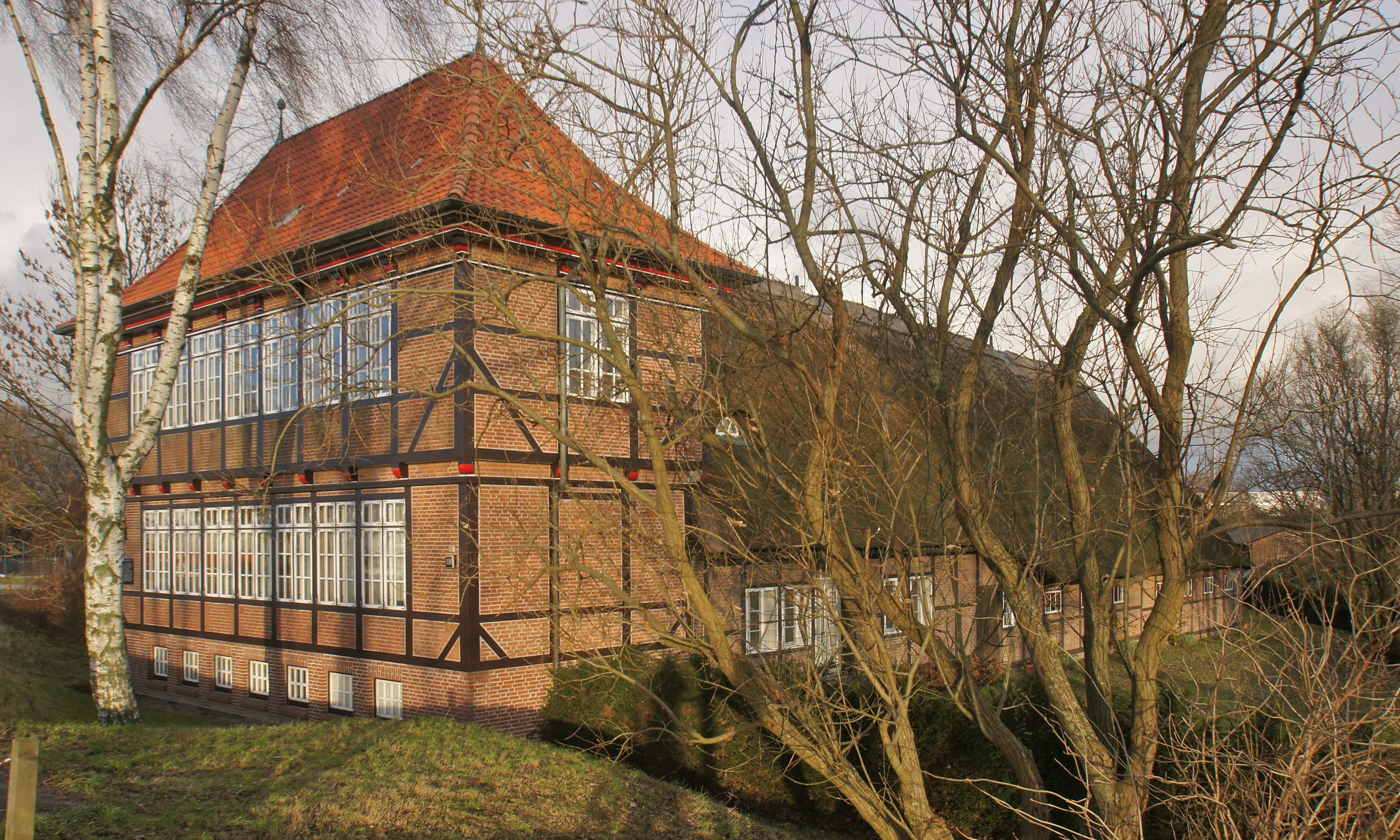
„Schloss Moorfleet“ am Moorfleeter Deich 359
Moorfleeter Motive 1903
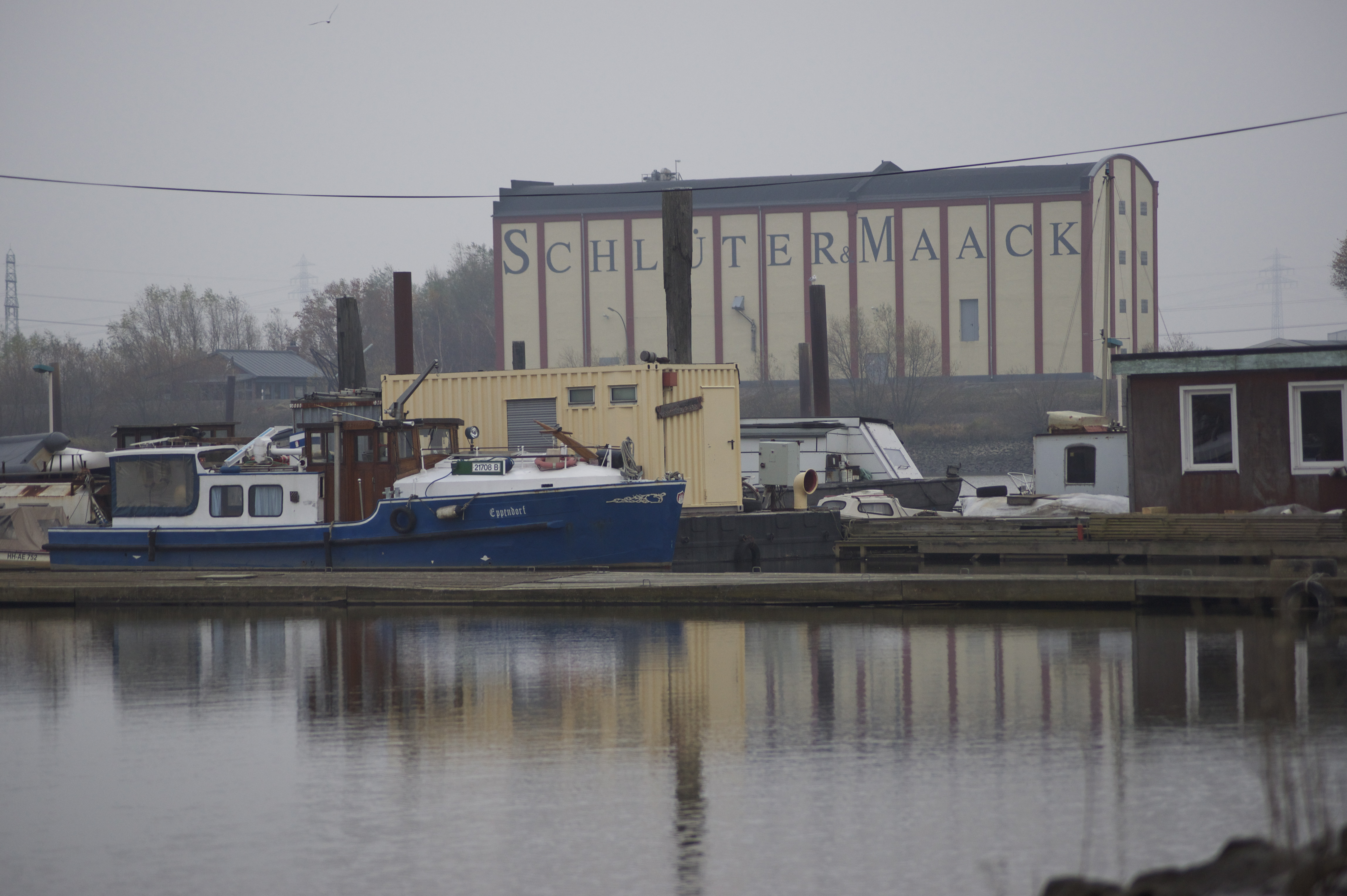
Speicher des Handelshauses Schlüter & Maack am Holzhafen

Die Bille-Siedlung

Die Bille-Siedlung (⊙) markiert ein gleichermaßen bekanntes wie trauriges Kapitel des Stadtteils. Das etwa 31 Hektar große Gebiet war nämlich zunächst ein großes Spülfeld aus Elb- und Hafensedimenten, das 1935 entstanden war, nachdem die Einmündung der Dove Elbe um einen Kilometer künstlich nach Süden versetzt worden war. Zur Verbesserung der Bodenqualität ist eine anderthalb Meter dicke Schicht Hafenschlick aufgebracht worden, was sich jedoch in den Jahren 1989 bis 1991 zu einem der größten und öffentlichkeitswirksamsten Hamburger Umweltskandale entwickelte. Im Hafenschlick befanden sich nämlich beträchtliche Mengen Arsen, Cadmium und Dioxine, die in den Oberboden der Grundstücke gelangte und die Gesundheit der Bewohner akut gefährdete. Die meisten der etwa 800 Bewohner nahmen die Kaufangebote der Stadt an und verließen das Gebiet. Es folgte eine Sanierung, nur wenige Häuser konnten stehen bleiben. Auf der sanierten Fläche befindet sich heute unter anderem ein Golfplatz.

## Statistik
(Quelle: )
- Anteil der unter 18-Jährigen: 15,5 % [Hamburger Durchschnitt: 16,8 % (2023)]
- Anteil der über 64-Jährigen: 17,4 % [Hamburger Durchschnitt: 17,8 % (2023)]
- Ausländeranteil: 16,0 % [Hamburger Durchschnitt: 20,7 % (2023)]
- Arbeitslosenquote: 3,9 % [Hamburger Durchschnitt: 6,2 % (2023)]

Das durchschnittliche Einkommen je Steuerpflichtigen beträgt in Moorfleet 40.004 Euro jährlich (2020), der Hamburger Gesamtdurchschnitt liegt bei 48.035 Euro.

## Kultur und Sehenswürdigkeiten
Das bekannte Jazz-Archiv Hamburg hat seinen Sitz in Hamburg-Moorfleet.
Die Anzahl und Erstellungsjahre der Kirchbauten sind nicht bekannt. Für die Moorfleeter Kirche schuf der Bildschnitzer Hein Baxmann 1618 einen Altar und ergänzte ihn 1621 bis 1625 um eine Renaissancekanzel sowie um ein Pastoren- und ein Juratengestühl. Die nach einem schweren Sturm stark beschädigte Kirche wurde abgerissen. Lediglich die alte Kanzel und das alte Juratengestühl blieben unbeschädigt. An derselben Stelle der alten Kirche entstand 1681 die heutige St.-Nikolaikirche. Der neugotische Ziegelturm stammt aus dem Jahr 1885.

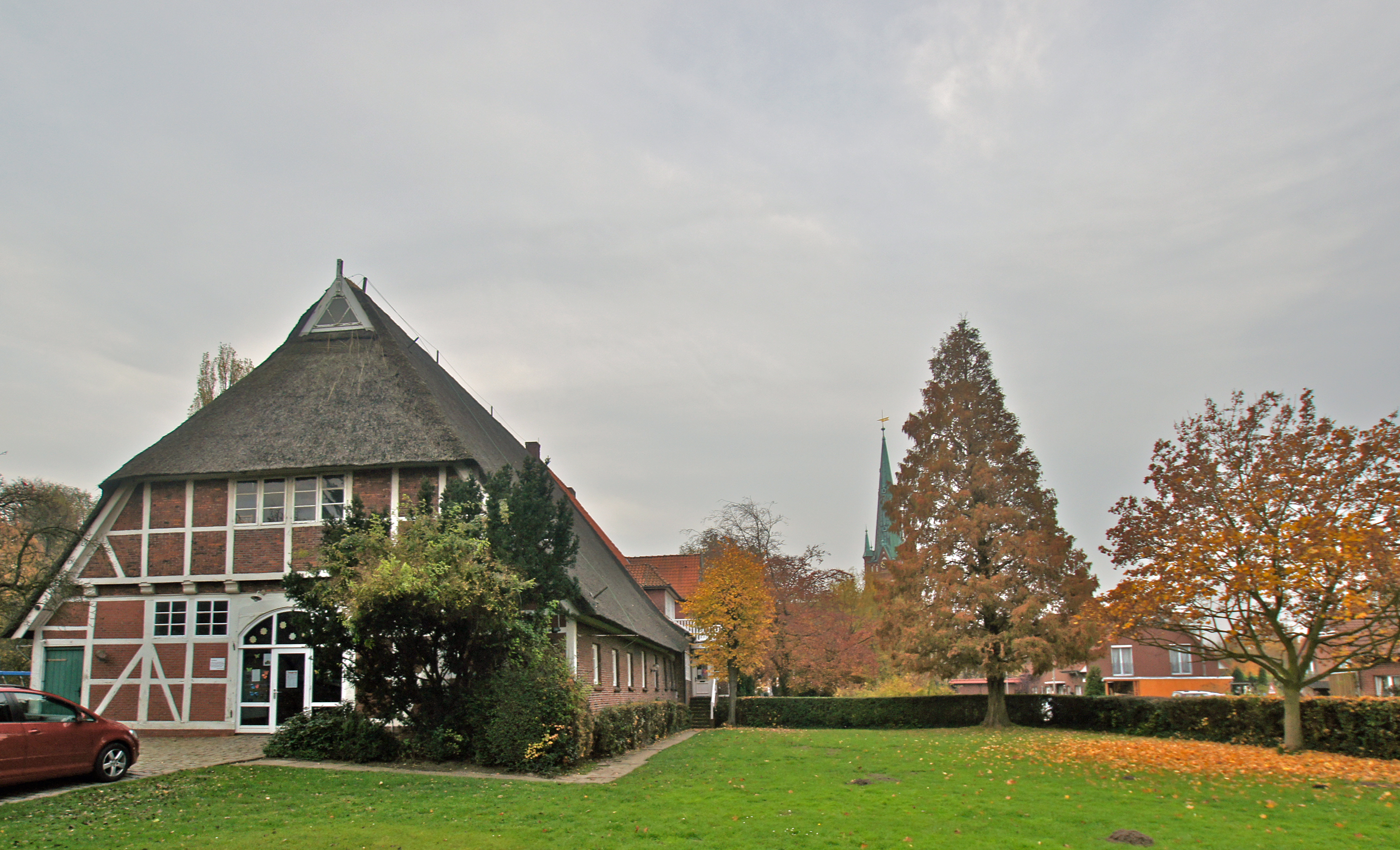
Pastorat
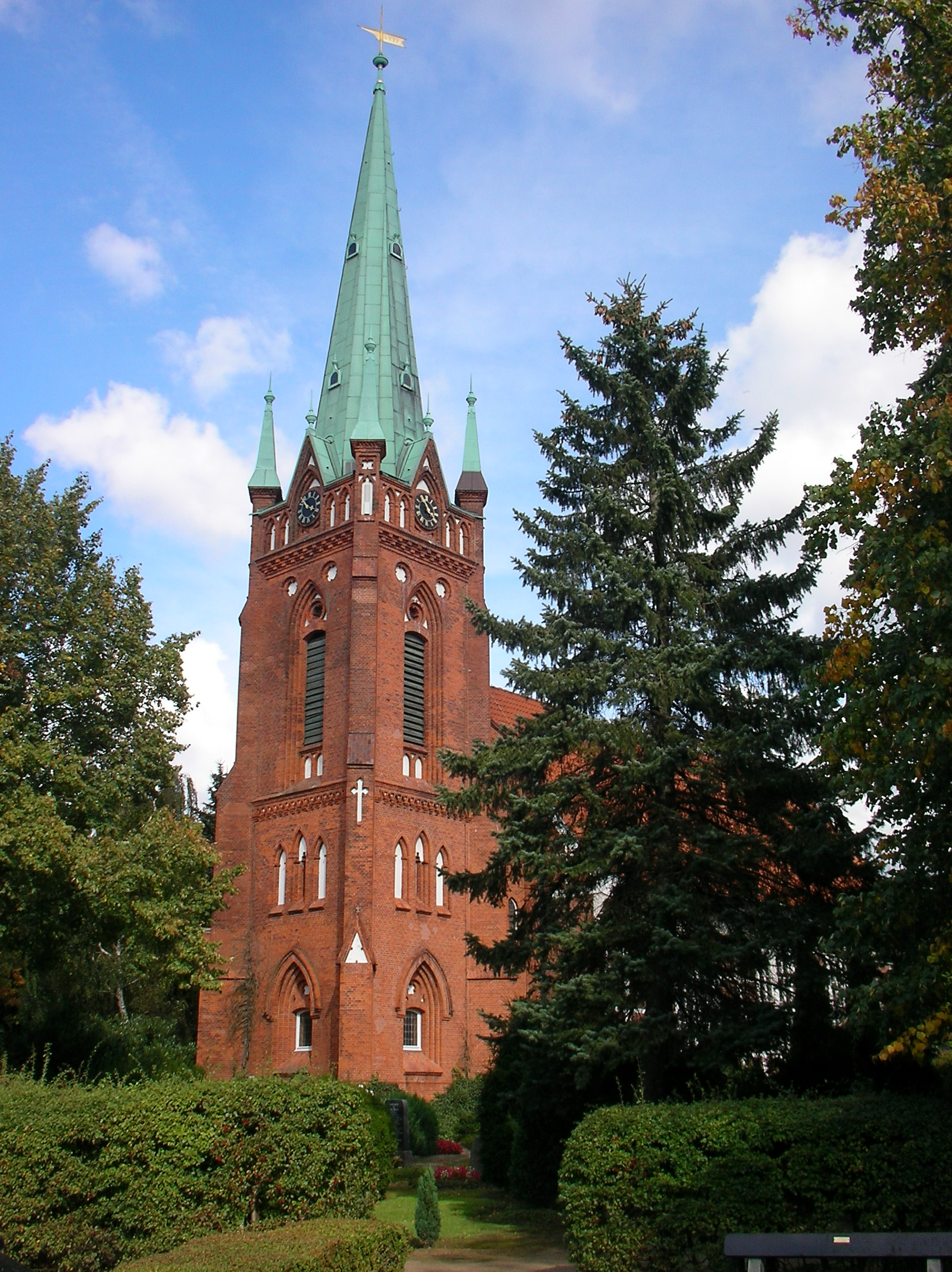
St.-Nikolaikirche
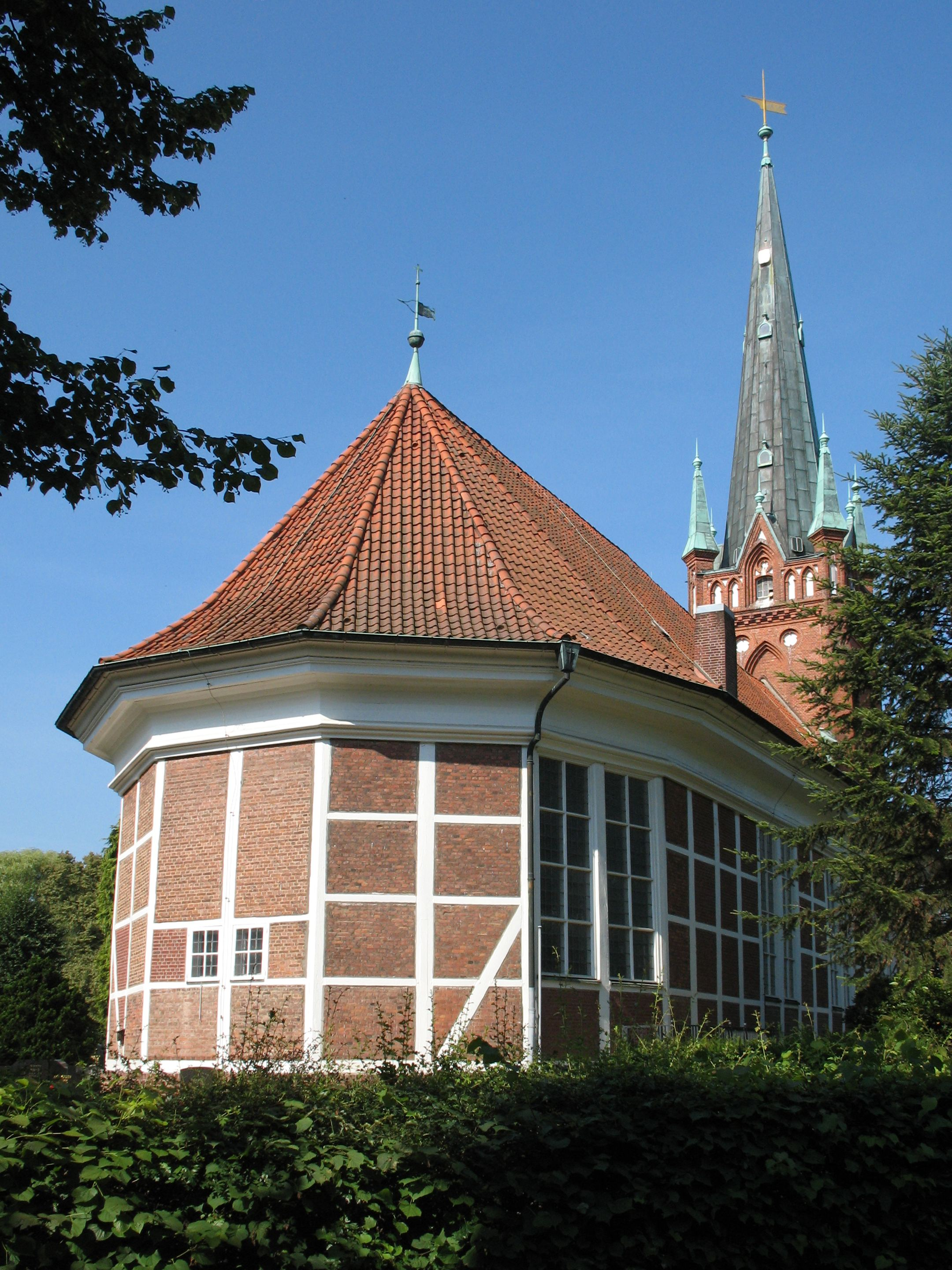
St. Nikolai
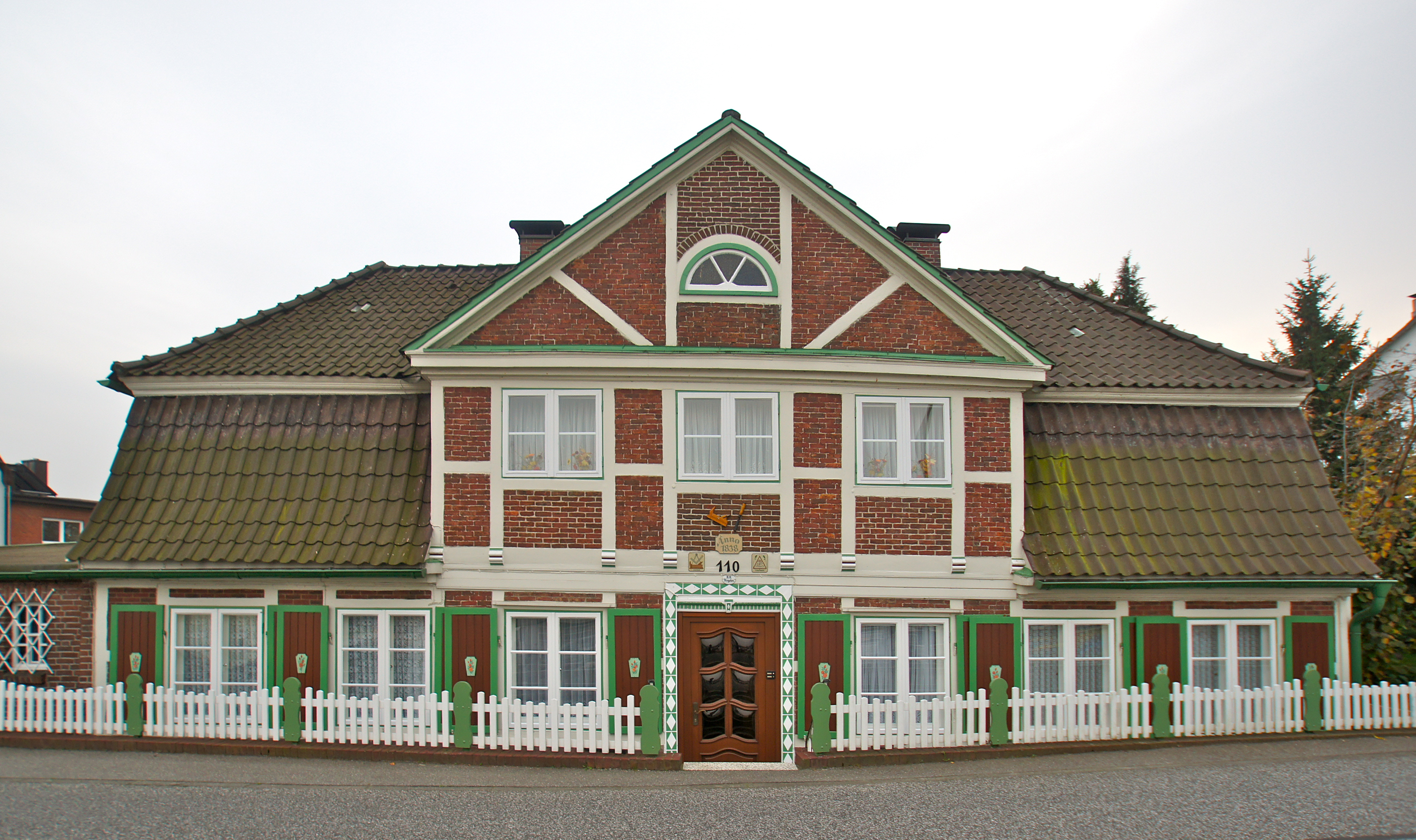
Fachwerkhaus Vogeler (1838)
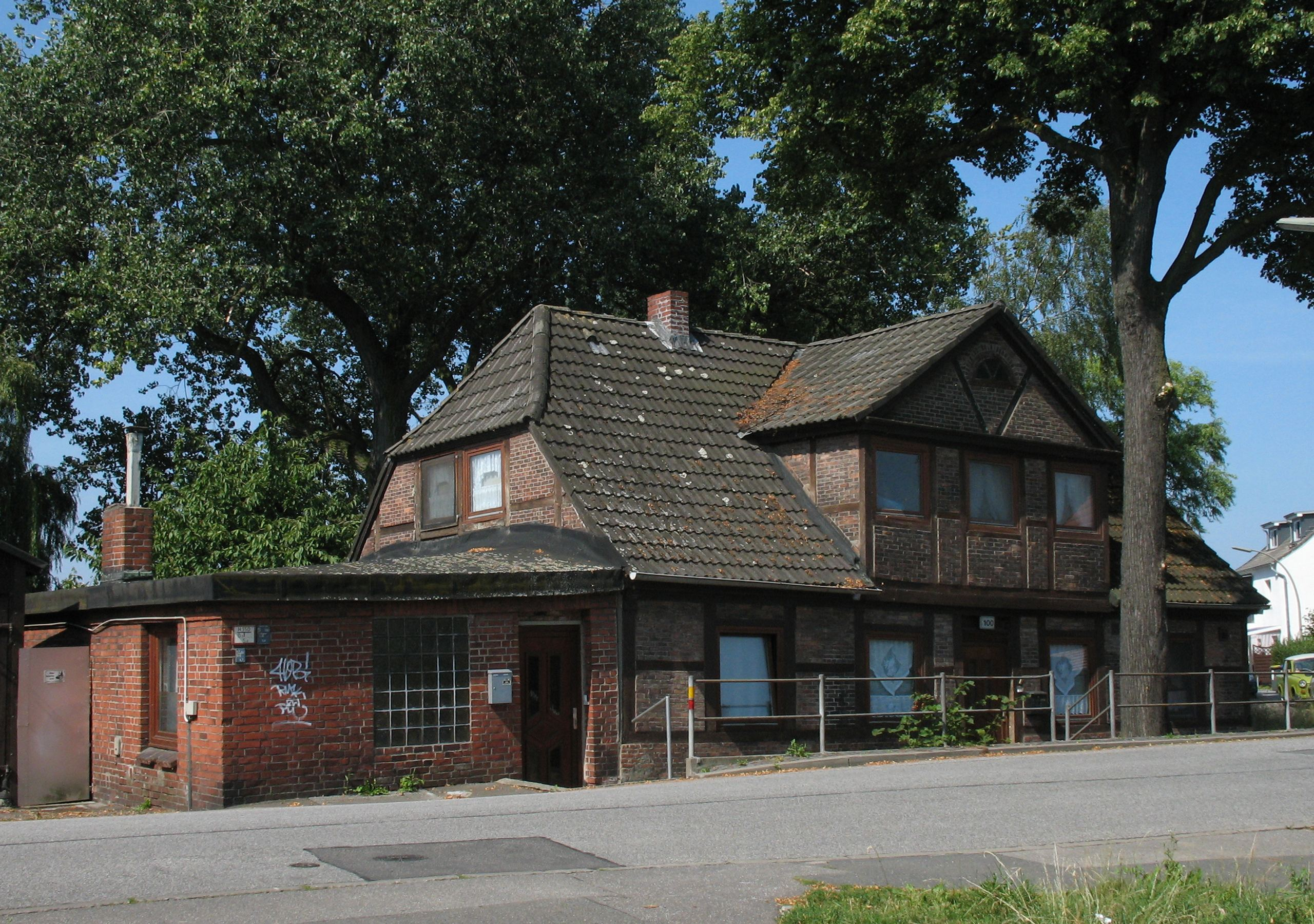
Moorfleeter Deich 100
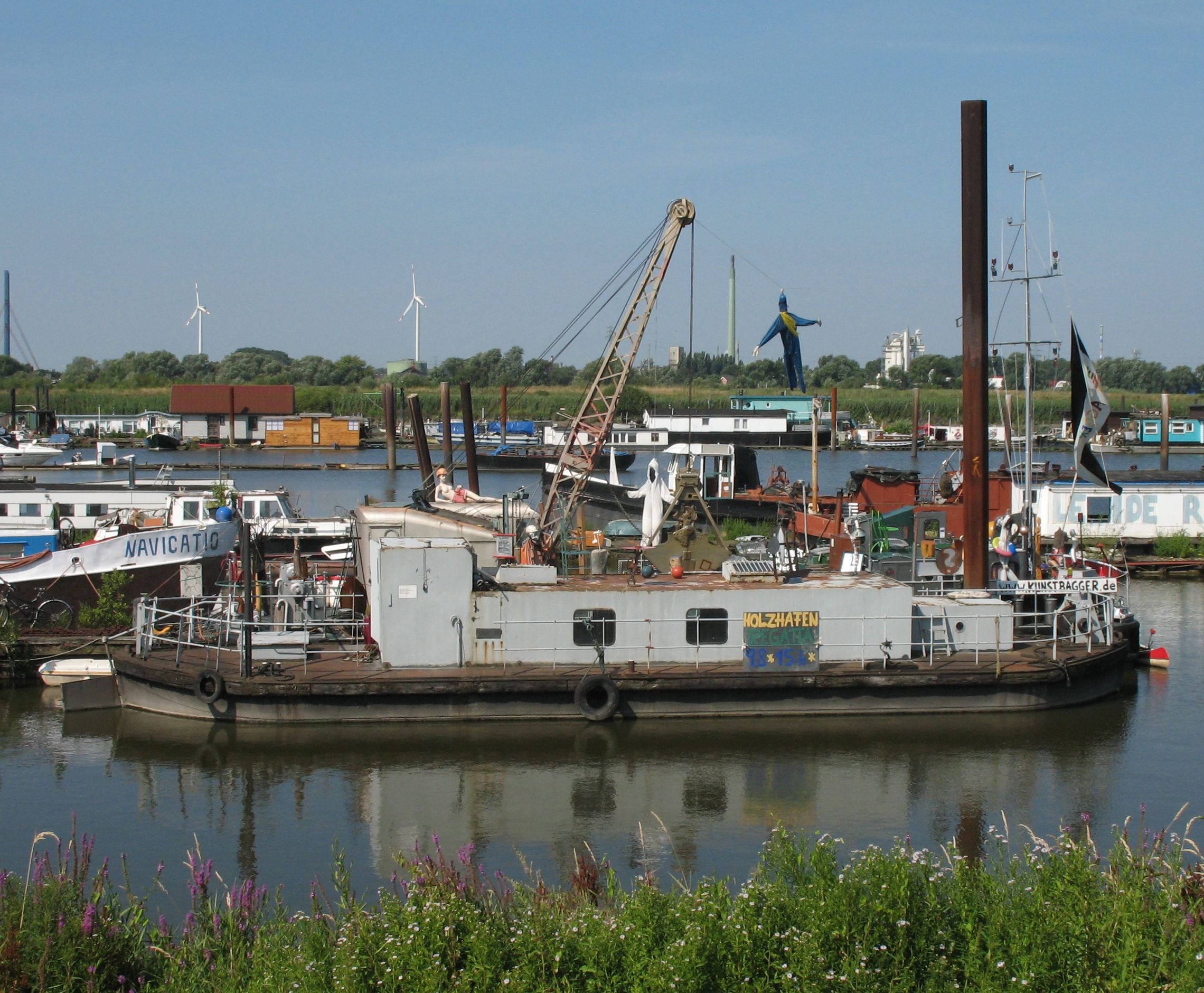
„Kunstbagger“ im Holzhafen
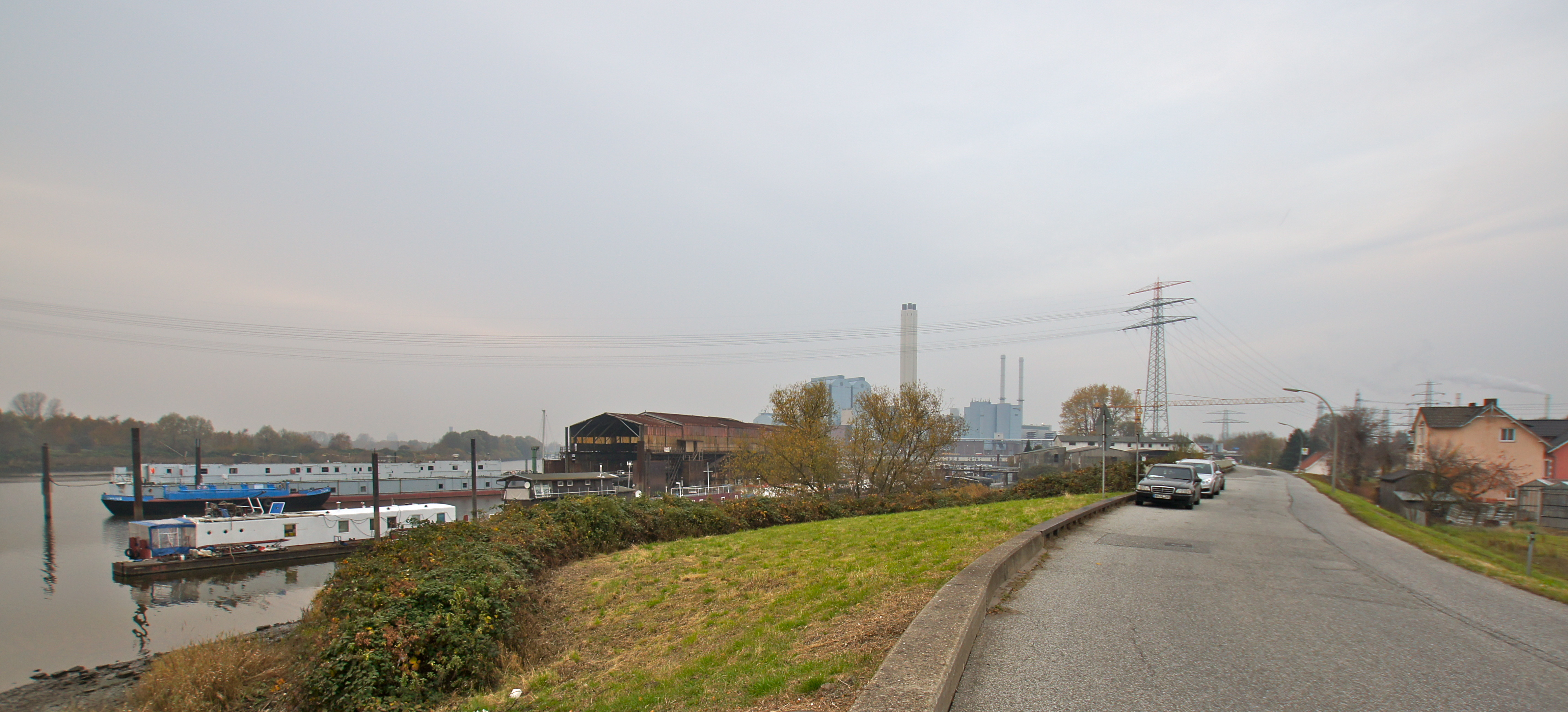
Julius-Grube-Werft beim Holzhafen
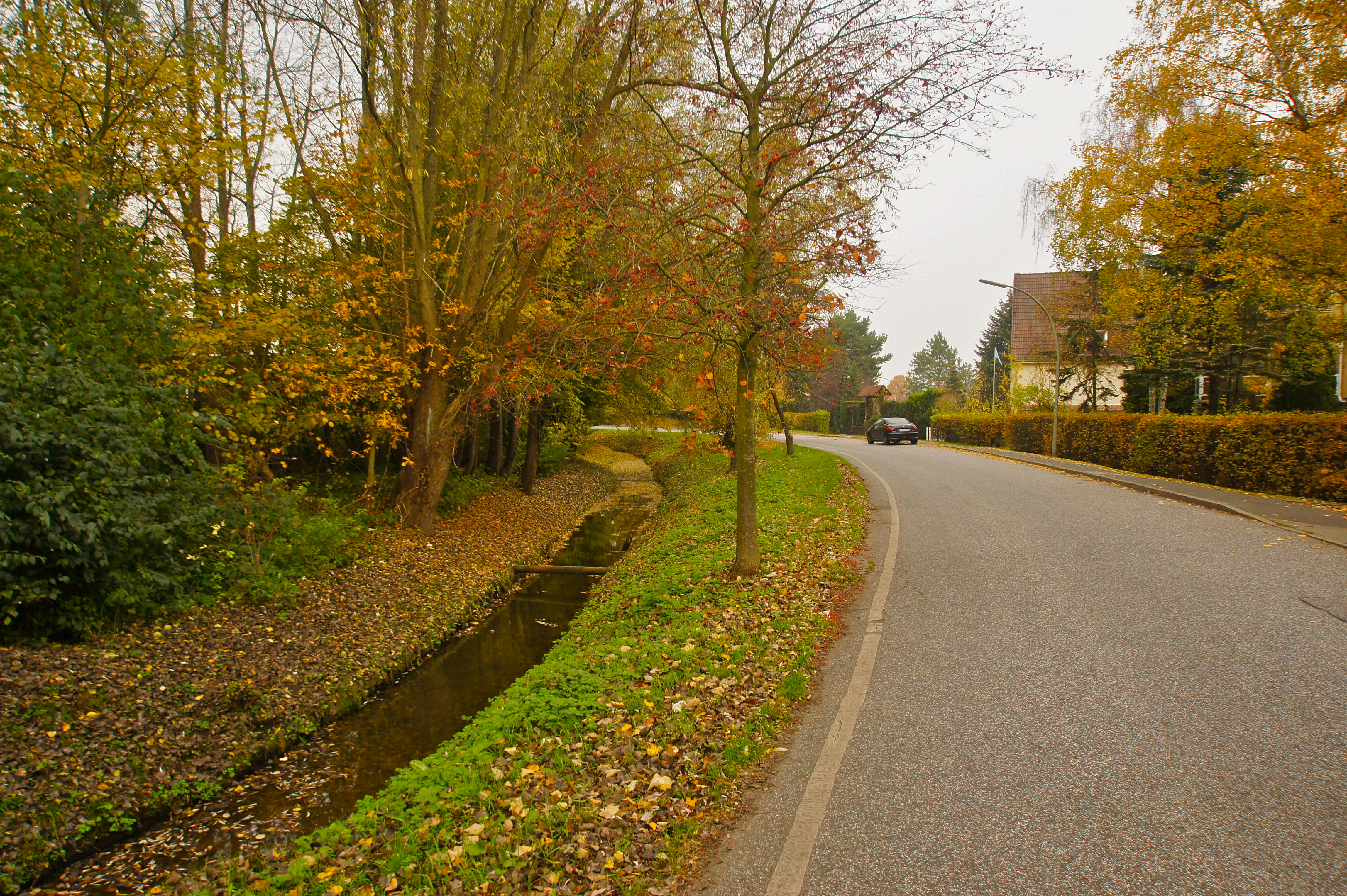
Wettern in der Sandwisch

## Politik
Für die Wahl zur Hamburgischen Bürgerschaft gehört Moorfleet zum Wahlkreis Bergedorf. Die Bürgerschaftswahlen 2025, 2020, 2015, 2011, 2008, 2004, 2001, 1997, 1993, 1991 und 1987 führten zu folgenden Ergebnissen:
| Bürgerschaftswahl | CDU    | SPD    | AfD    | Grüne 1) | Linke 2) | FDP    | Übrige    |
| ----------------- | ------ | ------ | ------ | -------- | -------- | ------ | --------- |
| 2025 3)           | 33,1 % | 29,3 % | 13,2 % | 08,5 %   | 08,3 %   | 01,7 % | 05,9 %    |
| 2020              | 20,3 % | 41,6 % | 08,4 % | 11,0 %   | 06,1 %   | 04,5 % | 08,1 %    |
| 2015              | 19,5 % | 47,8 % | 11,4 % | 05,2 %   | 05,9 %   | 06,1 % | 03,6 %    |
| 2011              | 27,0 % | 48,4 % | –      | 06,0 %   | 05,7 %   | 05,8 % | 07,1 %    |
| 2008              | 50,3 % | 29,2 % | –      | 05,6 %   | 06,2 %   | 04,7 % | 04,0 %    |
| 2004              | 56,1 % | 27,1 % | –      | 05,9 %   | –        | 02,8 % | 08,2 %    |
| 2001              | 30,6 % | 28,2 % | –      | 05,9 %   | 00,0 %   | 04,3 % | 31,0 % 4) |
| 1997              | 35,0 % | 33,6 % | –      | 07,0 %   | 00,2 %   | 03,6 % | 20,6 % 5) |
| 1993              | 38,4 % | 32,0 % | –      | 06,8 %   | –        | 05,2 % | 17,6 % 6) |
| 1991              | 40,3 % | 35,2 % | –      | 14,4 %   | –        | 05,5 % | 04,7 %    |
| 1987              | 44,6 % | 39,8 % | –      | 05,6 %   | –        | 07,1 % | 00,9 %    |

Für die Bundestagswahl gehört Moorfleet zum Wahlkreis Hamburg-Bergedorf – Harburg. Bei den Bezirksversammlungswahlen zählt der Stadtteil zum Wahlkreis Vierlande II / Marschlande.

## Wirtschaft und Infrastruktur
Das Güterverkehrszentrum (GVZ), unmittelbar am Autobahndreieck A1/A25 gelegen, wurde ab 2001 errichtet. Die schon von weitem sichtbaren Filialen von Ikea und Bauhaus Moorfleet, unmittelbar an der A1, entstanden ab 2002. In Moorfleet hat die Moorfleeter Segelmacherei ihren Sitz. Seit dem 1. April 2022 befindet sich die zu Golf Lounge Resort umbenannte erste innerstädtische Driving Range Europas in Moorfleet. Zuvor befand sie sich in Hamburg-Rothenburgsort, wo sie 2005 erbaut worden war.

## Persönlichkeiten
- Heinrich Matthias Sengelmann (1821–1899), Gründer der Alsterdorfer Anstalten, war 1846–1853 Pastor in Moorfleet
- Johann Hinrich Lütkens (1746–1814), Pastor zu Moorfleet und Kirchenlieddichter